# Терезиенштрассе (станция метро)
«Терезиенштрассе» (нем. Theresienstraße) — станция Мюнхенского метрополитена, расположенная на линии  между станциями «Йозефсплац» и «Кёнигсплац». Станция находится в районе Максфорштадт (нем. Maxvorstadt).

## История
Открыта 18 октября 1980 года в составе участка «Шайдплац» — «Нойперлах Зюд». Станция названа, как и улица над ней.

## Архитектура и оформление
Двухпролётная колонная станция мелкого заложения. Стены станции облицованы округленными серо-бежевыми цементо-волокнистыми плитами. Пол выложен бетонными блоками в мотиве гальки Изара, потолки облицованы алюминиевыми панелями с двумя рядами ламп. Колонны отделаны синим кафелем. Станция имеет один выход, расположенный в центре платформы, который ведёт в подземный вестибюль. В южной части платформы расположен лифт, который идёт в вестибюль, из него второй лифт ведёт на поверхность. Примерно на высоте человеческого роста по всей путевой стене проходит красная полоса.

## Таблица времени прохождения первого и последнего поезда через станцию
|                                | Воскресенье — Четверг (ч:мм) | Пятница — Суббота (ч:мм) |
|                                | первый                       |                          |
| последний                      |                              |                          |
| В сторону станции «Йозефсплац» | 4:37                         | 4:37                     |
| В сторону станции «Йозефсплац» | 1:22                         | 2:22                     |
| В сторону станции «Кёнигсплац» | 4:23                         | 4:23                     |
| В сторону станции «Кёнигсплац» | 1:08                         | 2:08                     |

## Пересадки
Нет возможности пересадки на другие виды общественного транспорта.
| Предыдущая станция | Расстояние | Линия | Расстояние | Следующая станция |
| ------------------ | ---------- | ----- | ---------- | ----------------- |
| Йозефсплац         | 513 м      |       | 730 м      | Кёнигсплац        |